# Georg Urban (Politiker, 1925)
Georg Urban (* 1. Januar 1925 in Bremen; † 2005 in Bremen) war ein deutscher Schiffsmakler und  Politiker (CDU). Er war unter anderem Mitglied der Bremischen Bürgerschaft.

## Biografie

### Ausbildung und Beruf
Urban machte nach dem Besuch der Volksschule von 1939 bis 1942 eine Lehre als Schiffsmakler. Von 1943 bis 1946 leistete er seinen Wehrdienst bei der Kriegsmarine ab und geriet in Gefangenschaft. Er arbeitete nach dem Zweiten Weltkrieg als Arbeiter und seit 1949 als kaufmännischer Angestellter und war über 50 Jahre als Schiffsmakler tätig. 1959 hielt er sich zum Studium der Gewerkschaften neun Monate in den Vereinigten Staaten auf.

### Politik
Urban war katholisch und trat 1949 in die CDU ein. Er wurde Kreis- und Landesvorsitzender der Christlich-Demokratischen Arbeitnehmerschaft (CDA) in Bremen und war von 1960 bis 1970 Bezirksvorsitzender der Katholischen Arbeiterbewegung Bremen-Unterweser.
Der „Herz-Jesu-Sozialist“ war von 1971 bis 1991 Mitglied der Bremischen Bürgerschaft und wirkte in verschiedenen Deputationen und Ausschüssen der Bürgerschaft.
Weitere Mitgliedschaften und Aktivitäten
- Urban wurde nach 1945 Leiter der katholischen Pfarrjugend.
- Er gründete 1948 die Christliche Arbeiterjugend (CAJ) in Bremen.
- Er beteiligte sich an der Gründung des Stadt-, Landes- und Bundesjugendringes.
- Später wirkte er als Bezirksvorsitzender der Katholischen Arbeitnehmer-Bewegung (KAB) in Bremen.
- Er war ab 1954 in Bremen ehrenamtlicher Sozialrichter und ab 1963 Landessozialrichter.
- Er verfasste Bücher über die christlich-soziale Bewegung.

### Ehrungen
- 2000 ernannte ihn der Papst zum Ritter des Silvesterordens

### Familie
Georg Urban war verheiratet und hatte zwei Kinder.